# E3 Prijs Vlaanderen-Harelbeke 2013
La 56ª edición de la E3 Prijs Vlaanderen-Harelbeke se disputó el 22 de marzo de 2013, sobre un trazado de 211 km. 
Formó parte del UCI WorldTour 2013, siendo la segunda vez que se incluye en dicho calendario de máxima categoría mundial.
El ganador final fue Fabian Cancellara tras ganar en solitario gracias a un ataque a falta de 35 kilómetros. Por detrás de él llegaron un grupo de seis corredores encabezados por Peter Sagan y Daniel Oss, respectivamente.

## Equipos participantes
Participaron 25 equipos: los 19 de categoría UCI ProTeam (al tener obligada su participación); más 6 de categoría Profesional Continental mediante invitación de la organización (Accent Jobs-Wanty, Crelan-Euphony, Topsport Vlaanderen-Baloise, IAM Cycling, Team Europcar y Cofidis, le Crédit en Ligne. Formando así un pelotón de 199 ciclistas, de 8 corredores cada equipo (excepto el Ag2r La Mondiale que salió con 7), de los que acabaron 98.
| ProTeams (19)- AG2R La Mondiale - Argos-Shimano - Astana - Blanco - BMC Racing Team - Cannondale Pro Cycling - Euskaltel-Euskadi - FDJ - Garmin Sharp - Katusha - Lampre-Merida - Lotto-Belisol - Movistar Team - Omega Pharma-Quick Step - Orica-GreenEDGE - RadioShack-Leopard - Saxo-Tinkoff - Sky - Vacansoleil-DCM Equipos continentales profesionales (6)- Accent Jobs-Wanty - Crelan-Euphony - Topsport Vlaanderen-Baloise - IAM Cycling - Cofidis, Solutions Crédits - Team Europcar |
| |

## Clasificación final
- Las clasificaciones finalizaron de la siguiente forma:[3]

| \| Clasificación general \| Clasificación general \| Clasificación general \| Clasificación general \| Clasificación general \| \| Ciclista \| Ciclista \| Equipo \| Tiempo \| \| \| --------------------- \| ------------------------ \| ----------------------- \| --------------------- \| --------------------- \| \| 1.º \| Fabian Cancellara \| RadioShack-Leopard \| 5 h 08 min 28 s \| \| \| 2.º \| Peter Sagan \| Cannondale \| + 1 min 04 s \| \| \| 3.º \| Daniel Oss \| BMC Racing Team \| + 1 min 04 s \| \| \| 4.º \| Geraint Thomas \| Team Sky \| + 1 min 04 s \| \| \| 5.º \| Sebastian Langeveld \| Orica-GreenEDGE \| + 1 min 08 s \| \| \| 6.º \| Sylvain Chavanel \| Omega Pharma-Quick Step \| + 1 min 08 s \| \| \| 7.º \| Tom Boonen \| Omega Pharma-Quick Step \| + 2 min 15 s \| \| \| 8.º \| Luca Paolini \| Katusha \| + 2 min 15 s \| \| \| 9.º \| Edvald Boasson Hagen \| Team Sky \| + 2 min 15 s \| \| \| 10.º \| Sébastien Turgot \| Team Europcar \| + 2 min 15 s \| \| \| 11.º \| Heinrich Haussler \| IAM Cycling \| + 2 min 15 s \| \| \| 12.º \| Maxim Iglinskiy \| Astana \| + 2 min 15 s \| \| \| 13.º \| Yoann Offredo \| FDJ \| + 2 min 15 s \| \| \| 14.º \| José Joaquín Rojas \| Movistar Team \| + 2 min 15 s \| \| \| 15.º \| Grega Bole \| Vacansoleil-DCM \| + 2 min 15 s \| \| \| 16.º \| Michael Schär \| BMC Racing Team \| + 2 min 15 s \| \| \| 17.º \| Fran Ventoso \| Movistar Team \| + 2 min 15 s \| \| \| 18.º \| Bert-Jan Lindeman \| Vacansoleil-DCM \| + 2 min 15 s \| \| \| 19.º \| Guillaume Van Keirsbulck \| Omega Pharma-Quick Step \| + 2 min 15 s \| \| \| 20.º \| Kristjan Koren \| Cannondale \| + 2 min 15 s \| \| |                          |                         |                 |
| |                          |                         |                 |
| Fuente: ProCyclingStats |                          |                         |                 |
| Clasificación general |                          |                         |                 |
| Ciclista | Ciclista                 | Equipo                  | Tiempo          |
| 1.º | Fabian Cancellara        | RadioShack-Leopard      | 5 h 08 min 28 s |
| 2.º | Peter Sagan              | Cannondale              | + 1 min 04 s    |
| 3.º | Daniel Oss               | BMC Racing Team         | + 1 min 04 s    |
| 4.º | Geraint Thomas           | Team Sky                | + 1 min 04 s    |
| 5.º | Sebastian Langeveld      | Orica-GreenEDGE         | + 1 min 08 s    |
| 6.º | Sylvain Chavanel         | Omega Pharma-Quick Step | + 1 min 08 s    |
| 7.º | Tom Boonen               | Omega Pharma-Quick Step | + 2 min 15 s    |
| 8.º | Luca Paolini             | Katusha                 | + 2 min 15 s    |
| 9.º | Edvald Boasson Hagen     | Team Sky                | + 2 min 15 s    |
| 10.º | Sébastien Turgot         | Team Europcar           | + 2 min 15 s    |
| 11.º | Heinrich Haussler        | IAM Cycling             | + 2 min 15 s    |
| 12.º | Maxim Iglinskiy          | Astana                  | + 2 min 15 s    |
| 13.º | Yoann Offredo            | FDJ                     | + 2 min 15 s    |
| 14.º | José Joaquín Rojas       | Movistar Team           | + 2 min 15 s    |
| 15.º | Grega Bole               | Vacansoleil-DCM         | + 2 min 15 s    |
| 16.º | Michael Schär            | BMC Racing Team         | + 2 min 15 s    |
| 17.º | Fran Ventoso             | Movistar Team           | + 2 min 15 s    |
| 18.º | Bert-Jan Lindeman        | Vacansoleil-DCM         | + 2 min 15 s    |
| 19.º | Guillaume Van Keirsbulck | Omega Pharma-Quick Step | + 2 min 15 s    |
| 20.º | Kristjan Koren           | Cannondale              | + 2 min 15 s    |